# Битка при Ели
Морската битка при Ели (известна още като Морска битка при Дарданелите) е част от Балканската война и се провежда на 3 декември 1912.
Кралската гръцка флота, водена от контраадмирал Павлос Кунтуриотис на борда на флагманския кораб Авероф, побеждава османската флота на входа на Дарданелите. По време на битката Кунтуриотис, изнервен от бавната скорост на три стари гръцки бойни кораба „Хидра“, „Спецай“ и „Псара“, вдига сигналния флаг за буквата Z, което означава „Независими действия“ и отплавал напред със скорост 20 възела към турския флот. Взимайки пълно предимство поради скоростта си, оръжията и бронята, Авероф успява да прекоси турския флот, който е под формата на буквата „Т“ и да се концентрира огъня си върху османския флагмански кораб и по такъв начин успява да накара османския флот да се оттегли безредно. Гръцкият флот включително разрушителите Aetos, Ierax и Panthir продължават да преследват турската флота между датите 13 и 26 декември 1912.
Тази победа е значителна поради това, че турската флота отстъпва в теснините и оставя Егейско море на гърците, които завземат островите Лесбос, Хиос, Лемнос и Самос.
|  | Тази страница частично или изцяло представлява превод на страницата Naval Battle of Elli в Уикипедия на английски. Оригиналният текст, както и този превод, са защитени от Лиценза „Криейтив Комънс – Признание – Споделяне на споделеното“, а за съдържание, създадено преди юни 2009 година – от Лиценза за свободна документация на ГНУ. Прегледайте историята на редакциите на оригиналната страница, както и на преводната страница, за да видите списъка на съавторите. ВАЖНО: Този шаблон се отнася единствено до авторските права върху съдържанието на статията. Добавянето му не отменя изискването да се посочват конкретни източници на твърденията, които да бъдат благонадеждни. |